# Theobald VI. z Blois
Theobald VI. z Blois († 16. nebo 22. dubna 1218, La Ferté-Villeneuil) byl hrabě z Blois, Chartres, Châteaudunu a Clermont-en-Beauvaisis a poslední mužský příslušník dynastie z Blois. Byl jedním z donátorů stavby katedrály v Chartres a je také zpodobněn na dvou vitrážích v chóru katedrály.

## Život
Narodil se jako syn křižáckého hraběte Ludvíka z Blois a Kateřiny z Clermontu. Starší bratr zemřel ještě v dětství, proto se Theobald roku 1205 stal po otcově smrti majitelem všech jeho držav. Zúčastnil se bojů proti katarům na jihu Francie a Almohadům na Pyrenejském poloostrově a bitvy u Las Navas de Tolosa, což se mu stalo osudným. Během výpravy se nakazil leprou a po návratu se stáhl na hrad v La Ferté-Villeneuil. Přestože byl dvakrát ženatý, nepodařilo se mu zplodit žádného potomka a jeho smrtí roku 1218 vymřel rod z Blois po meči. Hrabství Chartres připadlo tetě Isabele, Blois a Châteaudun tetě Markétě, Clermont-en-Beauvaisis pak francouzské koruně.